# Sava de Serbia
San Sava (en serbio: Свети Сава), (1175 o 1176 - 14 de enero de 1235 o 1236), fue el primer arzobispo de Serbia (1219-1233), y uno de los santos más importantes de la Iglesia ortodoxa serbia, de la que se considera el fundador, porque gracias a él la Iglesia serbia oficialmente recibió autocefalía de la Iglesia matriz, la de Constantinopla. Originalmente fue príncipe y se llamaba Rastko Nemanjić. Era hijo de Esteban Nemanja, gobernante y fundador del estado medieval serbio y de Ana de Serbia, así como hermano de Esteban I Nemanjić, primer rey de Serbia.
Es ampliamente considerado como una de las figuras más importantes de la historia de Serbia, junto con su discípulo San Arsenio de Sirmia. Su vida ha sido interpretada en muchas obras artísticas desde la Edad Media hasta los tiempos modernos.

## Reliquias
La presencia de las reliquias de San Sava en Serbia tuvieron un significado religioso y político, especialmente durante el periodo de ocupación de los otomanos en los Balcanes. En 1377, Tvrtko I de Bosnia fue coronado Rey en presencia de las reliquias de San Sava. En 1236, Vladislav trasladó las reliquias de su tío San Sava de Tarnovo, donde murió, a Mileševa. El Visir Koca Sinan Pasha, el comandante principal del ejército otomano, ordenó que las reliquias fueran traídas de Mileševa a Belgrado, donde las incineró el 27 de abril de 1594.

## Legado
El Templo de San Sava fue construido cerca del lugar donde los otomanos quemaron sus restos, fueron incinerados en 1595 durante el levantamiento de Banato. La Iglesia ortodoxa serbia lo venera el 27 de enero en el calendario gregoriano.
San Sava es considerado como uno de los fundadores de la literatura medieval serbia.

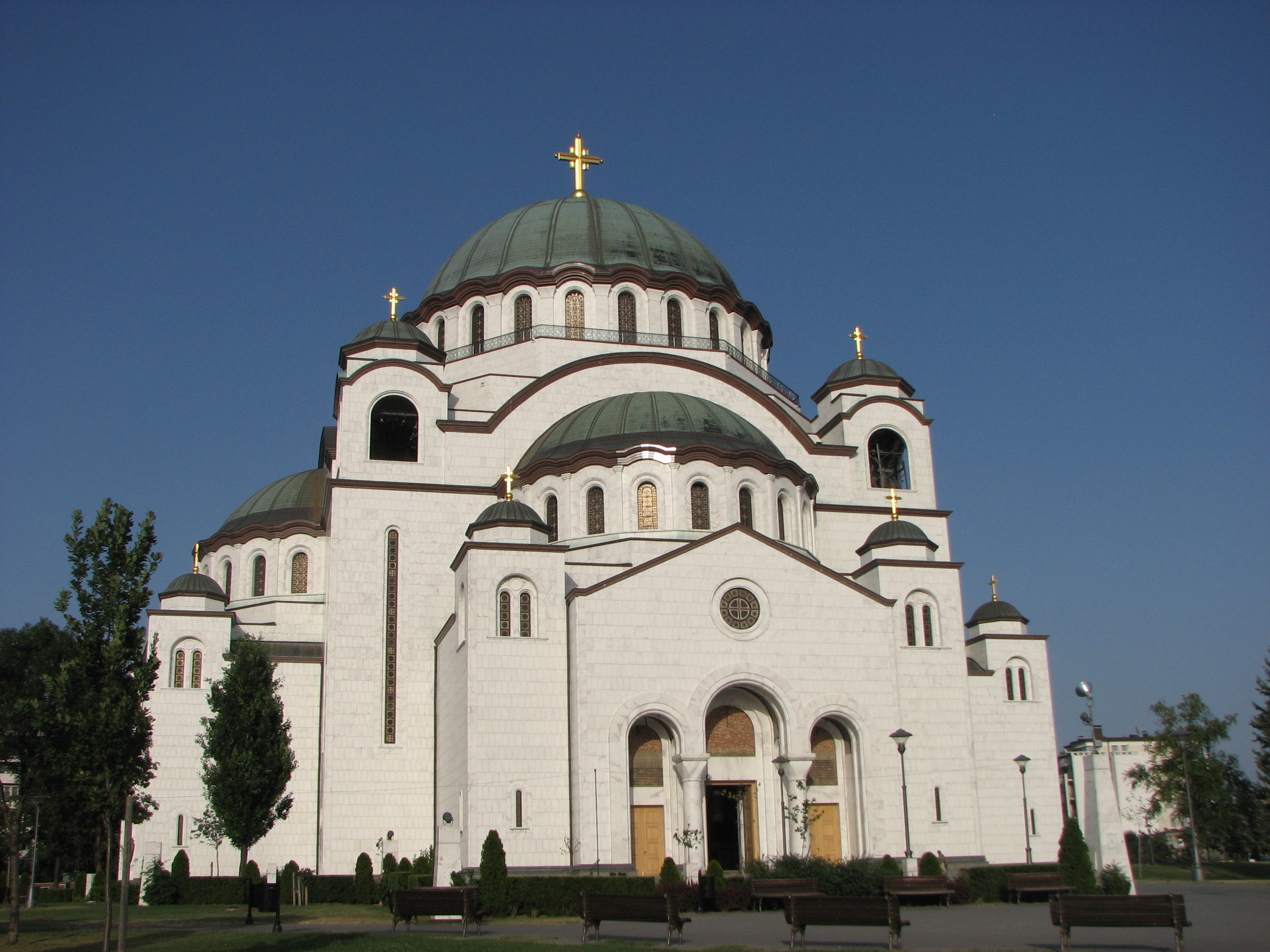
La catedral de San Sava, en Belgrado.